# دونالد زاگوریا
دونالد زاگوریا (زاده ۲۴ اوت ۱۹۲۸) نویسنده آمریکایی است. وی همچنین مدیر انجمن امنیت آسیا و اقیانوسیه است. او برای رند کورپوریشن کار می‌کرد و در کالج هانتر تدریس می‌کرد زاگوریا در زمان ریاست جمهوری جیمی کارتر، مشاور شورای امنیت ملی و دفتر امور شرق آسیا و اقیانوسیه وزارت خارجه بود. وی چهار کتاب و بیش از ۳۰۰ مقاله در زمینه روابط بین‌الملل نوشته یا ویرایش کرده‌است.

## تحصیلات
وی مدرک کارشناسی خود را در دانشگاه راتگرز و کارشناسی ارشد و دکتری خود را در دانشگاه کلمبیا دریافت کرد.